# Lista de vereadores de São Pedro da Aldeia
Esta é a lista de vereadores de São Pedro da Aldeia, município brasileiro do estado do Rio de Janeiro.
A Câmara Municipal de São Pedro da Aldeia é formada por dez representantes.

## Legislatura de 2021–2024
Estes são os vereadores eleitos nas eleições de 15 de novembro de 2020, pelo período de 1° de janeiro de 2021 a 31 de dezembro de 2024:
| Mesa Diretora (2021-2022) |                       |                        |                           |
| Nome | Início do mandato     | Fim do mandato         | Cargo                     |
| Ivanir Pereira Leite (PROS) (De 01.01 a 02.04.2021) Denilson de Souza Guimarães (SD) (Presidente interino, de 14.03 a 05.04.2021; Presidente efetivo, de 06.04.2021 em diante) | 1º de janeiro de 2021 | 31 de dezembro de 2022 | Presidente da Câmara      |
| Denilson de Souza Guimarães (SD) (De 01.01 a 14.03.2021, ficando o cargo vago) Franklin Ribeiro C. de Moraes (Cid.) (De 06.04.2021 em diante)                                  | 1º de janeiro de 2021 | 31 de dezembro de 2022 | Vice-presidente da Câmara |
| Jean Pierre Borges de Souza (PODE) | 1º de janeiro de 2021 | 31 de dezembro de 2022 | 1º Secretário             |
| Márcio Soares de Souza (PDT) | 1º de janeiro de 2021 | 31 de dezembro de 2022 | 2º Secretário             |

|    | Nome                                                                                        | Partido                                    | Votos | %    | Observações                                       |
| -- | ------------------------------------------------------------------------------------------- | ------------------------------------------ | ----- | ---- | ------------------------------------------------- |
| 1  | Mislene Conceição dos Santos, Mislene de André (Rio de Janeiro, 27.05.1979–)                | Solidariedade (SD)                         | 1.394 | 3,07 | 2º mandato                                        |
| 2  | Francisco de Assis Souza Lessa, Chiquinho de Dona Chica (São Pedro da Aldeia, 28.01.1955–)  | Progressistas (PP)                         | 1.062 | 2,34 | 1º mandato                                        |
| 3  | Márcio Soares de Souza (São Pedro da Aldeia, 02.08.1972–)                                   | Partido Democrático Trabalhista (PDT)      | 1.038 | 2,28 | 1º mandato                                        |
| 4  | Fernando de Souza Santos, Fernando Mistura (Cabo Frio, 13.09.1981–)                         | REPUBLICANOS                               | 931   | 2,05 | 1º mandato                                        |
| 5  | Cristianey de Souza, Chimbiu (Cabo Frio, 26.02.1979–)                                       | Solidariedade (SD)                         | 901   | 1,98 | 1º mandato                                        |
| 6  | Denilson de Souza Guimarães (2021-2022) (São Pedro da Aldeia, 13.10.1964–)                  | Solidariedade (SD)                         | 884   | 1,95 | 2º mandato                                        |
| 7  | José Victor Coutinho da Costa, Vitinho de Zé Maia (Cabo Frio, 31.05.1987–)                  | Partido Liberal (PL)                       | 858   | 1,89 | 1º mandato                                        |
| 8  | Franklin Ribeiro Chaves de Moraes, Franklin da Escolinha (Rio de Janeiro, 29.11.1978–)      | CIDADANIA                                  | 611   | 1,34 | 1º mandato                                        |
| 9  | Ivanir Pereira Leite, Mica (2021) (São Pedro da Aldeia, 02.07.1952–São Gonçalo, 02.04.2021) | Partido Republicano da Ordem Social (PROS) | 607   | 1,34 | 1º mandato Falecido durante o mandato             |
| 10 | Jean Pierre Borges de Souza, Professor Jean Pierre (Rio de Janeiro, 11.01.1994–)            | Podemos (PODE)                             | 461   | 1,01 | 1º mandato                                        |
| –  | Isaías Pinheiro Lima, Tio Isaias do Escolar (São Pedro da Aldeia, 19.09.1970–)              | Partido Republicano da Ordem Social (PROS) | 411   | 0,90 | 1º mandato Assumiu em 06.04.2021 no lugar de Mica |

## Legislatura de 2017–2020
Estes são os vereadores eleitos nas eleições de 2 de outubro de 2016, pelo período de 1° de janeiro de 2017 a 31 de dezembro de 2020:
|    | Nome                                                                              | Partido                                            | Votos | %    | Observações                   |
| -- | --------------------------------------------------------------------------------- | -------------------------------------------------- | ----- | ---- | ----------------------------- |
| 1  | Beatriz Soares Gomes Leite, Bia de Guga (São Pedro da Aldeia, 19.09.1985–)        | Partido do Movimento Democrático Brasileiro (PMDB) | 2.272 | 4,98 | 1º mandato                    |
| 2  | Mislene Conceição dos Santos, Mislene de André (São Pedro da Aldeia, 27.05.1979–) | Partido Verde (PV)                                 | 1.568 | 3,44 | 1º mandato                    |
| 3  | José Antonio Martins Filho, Zezinho (São Pedro da Aldeia, 07.01.1978–)            | Solidariedade (SD)                                 | 1.544 | 3,38 | 1º mandato                    |
| 4  | Denilson de Souza Guimarães (São Pedro da Aldeia, 13.10.1964–)                    | Partido do Movimento Democrático Brasileiro (PMDB) | 1.489 | 3,26 | 1º mandato                    |
| 5  | Bruno Mendonça da Costa (2017-2020) (São Pedro da Aldeia, 26.07.1984–)            | Partido do Movimento Democrático Brasileiro (PMDB) | 1.486 | 3,26 | 1º mandato                    |
| 6  | Ronaldo Linhares de Macedo dos Santos, Naldinho (Cabo Frio, 25.05.1985–)          | Partido do Movimento Democrático Brasileiro (PMDB) | 1.311 | 2,87 | 1º mandato                    |
| 7  | Valdelir Lopes da Costa, Guerreiro (São Pedro da Aldeia, 26.03.1962–)             | Partido Democrático Trabalhista (PDT)              | 1.262 | 2,77 | 1º mandato Licenciado         |
| 8  | Ediel Teles dos Santos (Cabo Frio, 01.10.1975–)                                   | Partido Democrático Trabalhista (PDT)              | 1.241 | 2,72 | 1º mandato                    |
| –  | Edivaldo de Oliveira Cunha, do Balneário (São Pedro da Aldeia, 24.07.1973–)       | Partido Social Democrático (PSD)                   | 1.019 | 2,23 | 1º mandato Assumiu em 02.2019 |
| 9  | Leni Almeida da Silva Santos (São Pedro da Aldeia, 01.10.1951–)                   | Partido da República (PR)                          | 717   | 1,57 | 1º mandato                    |
| 10 | Cláudia Batista Gregório Mendonça, Claudinha (São Pedro da Aldeia, 25.06.1974–)   | Partido Trabalhista Brasileiro (PTB)               | 678   | 1,49 | 1º mandato                    |

## Legenda
| Cor  | Significado          |
| Bege | Presidente da Câmara |
| Azul | Suplente             |